# Nimbaberge
Die Nimbaberge sind ein bis zu 1752 m hoher und etwa 40 km langer Gebirgszug in Westafrika.
Die Nimbaberge liegen im Grenzgebiet der Länder Liberia, Elfenbeinküste und Guinea. Ihre höchste Erhebung ist der 1752 m hohe Mont Nimba, der genau auf der Grenze der Elfenbeinküste und Guineas liegt und die höchste Erhebung beider Länder darstellt. Ihre höchste Erhebung in Liberia liegt bei 1384 m. Mit dem Cavalla, dem Saint John und dem Cestos entspringen drei der größten Flüsse Liberias in den Nimbabergen.
Der Nimbaberge sind reich an Mineralien und es wird dort Eisenerz abgebaut.
Alle drei Länder haben Teile der Nimbaberge zu Naturschutzgebieten erklärt, der um den Mount Nimba eingerichtete Park Réserve naturelle intégrale du Mont Nimba gehört seit 1981 zum UNESCO-Weltnaturerbe.